# Kerstin Thorvall
Pour les articles homonymes, voir Thorvall.
Kerstin Thorvall, née le 12 août 1925 à Eskilstuna (Suède) et morte le 9 avril 2010 à Stockholm (Suède), est une romancière suédoise.

## Biographie
Thorvall naît à Eskilstuna le 12 août 1925. Elle travaille d'abord comme illustratrice. Son premier livre, Boken till dig (Un livre pour toi), paru en 1959, s'avère populaire auprès des jeunes lecteurs adultes.
Kerstin Thorvall meurt en avril 2010 après une longue maladie dans un établissement de soins pour personnes âgées.

## Controverses
Son travail a parfois fait l'objet de controverses, notamment dans son roman de 1976 Det mest förbjudna (sv) (qui se traduit par « Le plus interdit », mais publié en traduction anglaise sous le titre « Forbidden Fruit »). Ce roman, qui met en scène une femme d'âge moyen ayant une forte libido,, a été adapté en une série télévisée de trois épisodes sur Sveriges Television en 2016, avec l'actrice suédoise Cilla Thorell dans le rôle de Thorvall,.

## Œuvres choisies
- Förstå mig (avec Gustaf Jonsson) (1957)
- Boken till dig (1959)
- Kvinnoglädje (1960)
- För henne (1960)
- Flicka i april (1961) (publié en anglais en 1963 sous le titre Girl in April dans une traduction effectuée par Annabelle Macmillan)
- Någon att tycka om (1962)
- Flicka i Paris (1963)
- Flickan i verkligheten (1964)
- Den nya kvinnan (1965)
- Dubbelroll (1965)
- Porträtt av ett mycket litet barn (1965)
- Andra boken till dig (1965)
- Jag vill dansa (1966)
- Gunnar gör mål (1966) (publié en anglais en 1968 sous le titre Gunnar Scores a Goal)
- Anders och hans stora bror (1966)
- Fula ord är så sköna (1967)
- Det var inte meningen (1967)
- När Gunnar ville spela ishockey (1967)
- Thomas – En vecka i maj (1967)
- Kvinnor och barn (1968)
- Gunnar vill inte klippa håret (1968)
- "Vart ska du gå?" "Ut" (1969)
- Anders leker kurragömma (1970)
- Peter möter Cecilia (1970)
- Nämen Gunnar! (1970)
- Följetong i skärt och svart (1971) (publié en anglais en 1974 sous le titre And Leffe Was Instead of a Dad)
- I min trotsålder (1971)
- Resan till Italien (1971)
- I stället för en pappa (1971)
- Jag vet hur det känns- (1972)
- Mamma, var är du? (1972)
- Hur blir det sen då? (1972)
- Men akta dig, så att du inte blir kär (1973)
- Tala mera om det (1973)
- Sergio i Chile (1973)
- Jag vill också vara med (1973)
- Min pappa säger att din pappa sitter i fängelse (1974)
- Godnattsagor om Anders, nästan 4 (1974)
- Sara (1975)
- Vart ska du gå? Vet inte (1975) I
- Det ska vara en farmor i år (1976)
- Att älska Sussy (1976)
- Det mest förbjudna (sv) (1976)
- Den lyckliga kärleken (1977)
- Oskuldens död (1977)
- Mer om Sara (1977)
- Anders hittar en kattunge (1978)
- Ensam dam reser ensam (1979)
- Doften av pion (1980)
- Jonas och kärleken (1980)
- Din lycka är min (1981)
- Tänk om det är klimakteriet (1982)
- "Isa aseaine" (1983)
- Ett fönster på glänt (1984)
- Kärleksdikter (1985)
- Den försvunna mamman (1985)
- Johanna (1985)
- Tacka och ta emot och andra berättelser om kärlekens förvillelser (1987)
- Svart resa (1987)
- Nedstigen ängel (1991)
- När man skjuter arbetare... (1993)
- I skuggan av oron (1995)
- Från Signe till Alberte (1998)
- Berättelsen om Signe (1999)
- Provokationer, passioner, personer och en eller annan hyacint (1999)
- Jag minns alla mina älskare och hur de brukade ta  på mig (2000)
- Nödvändigheten i att dansa (2001)
- Upptäckten (2003)
- Jag är en grön bänk i Paris – Dikter 1965–1991 (2005)

### Traductions en français
Martine Desbureaux a traduit en français trois romans de Kerstin Thorvall : 
- Le Sacrifice d'Hilma (1980) - Titre original : Hilmas offer (1976)
- Les Années d'ombre (1985) - Titre original : Skuggornas år (1982)
- La Rage d'être libre (1988) - Titre original : Frihetens raseri (1985)

## Adaptations cinématographiques
Le scénario du film Maria, réalisé par Mats Arehn (sv) et sorti en 1975, est basé sur les romans I stället för en pappa (1971) et Hur blir det sen då? (1972).